# حارة الوديعة (الكود)

تعديل مصدري - تعديل

الوديعة هي إحدى حارات حي صالح جميع بمدينة الكود التابعة لمحافظة أبين، بلغ تعداد سكانها 619 نسمة حسب تعداد اليمن لعام 2004.